# Harrisburg (South Dakota)
Harrisburg is een plaats (city) in de Amerikaanse staat South Dakota, en valt bestuurlijk gezien onder Lincoln County.

## Demografie
Bij de volkstelling in 2000 werd het aantal inwoners vastgesteld op 958.
In 2006 is het aantal inwoners door het United States Census Bureau geschat op 2507, een stijging van 1549 (161,7%).

## Geografie
Volgens het United States Census Bureau beslaat de plaats een oppervlakte van
2,4 km², geheel bestaande uit land. Harrisburg ligt op ongeveer 435 m boven zeeniveau.

## Plaatsen in de nabije omgeving
De onderstaande figuur toont nabijgelegen plaatsen in een straal van 20 km rond Harrisburg.